# Andrej Sokolovskij
Andrej Sokolovskij, född den 16 juli 1978 i Moskva, Ryska SFSR, Sovjetunionen, är en ukrainsk friidrottare som tävlar i höjdhopp.
Sokolovskij deltog vid inomhus-VM 1999 då han slutade sexa med ett hopp på 2,25. Vid inomhus-VM 2001 blev han silvermedaljör efter Stefan Holm, med ett hopp på 2,29. Vid VM 2003 i Paris var han i final och slutade då åtta efter att ha klarat 2,29.  
Han var även i final vid Olympiska sommarspelen 2004 och slutade då femma efter att ha klarat 2,32. Inför VM i Helsingfors 2005 hoppade han 2,38 i Rom vilket blev både nytt personligt rekord och gjorde honom till en favoriterna till guldet. Emellertid misslyckades han fullständigt vid mästerskapet och slutade på en 13:e plats efter att bara ha klarat 2,20.
Vid EM 2006 misslyckades han med att ta sig vidare till finalen.